# Leszek Sikorski
Leszek Stanisław Sikorski (ur. 24 października 1955 w Poznaniu) – polski polityk, lekarz chirurg, minister zdrowia w latach 2003–2004.

## Życiorys
Maturę zdał w I LO w Poznaniu. Ukończył studia na Akademii Medycznej w Poznaniu. W 1986 uzyskał stopień doktora nauk medycznych. Z zawodu lekarz, podjął również pracę jako nauczyciel akademicki.
W latach 1980–2000 był zatrudniony jako chirurg w Szpitalu Klinicznym nr 1 w Poznaniu, w latach 1994–2000 pełnił funkcję dyrektora tego szpitala. W październiku 2000 został dyrektorem departamentu zdrowia w wielkopolskim urzędzie marszałkowskim. Od listopada 2001 do marca 2003 zajmował stanowisko członka zarządu województwa. W 2002 został wybrany na radnego sejmiku wielkopolskiego II kadencji z listy SLD-UP.
Od 2 kwietnia 2003 do 2 maja 2004 sprawował urząd ministra zdrowia w rządzie Leszka Millera. W 2005 został dyrektorem Centrum Systemów Informacyjnych Ochrony Zdrowia, jednostki podległej ministrowi zdrowia. Został odwołany w 2012 przez ministra Bartosza Arłukowicza.
Powrócił do pracy dydaktycznej, od 2014 wykładowca w Zakładzie Organizacji i Zarządzania w Opiece Zdrowotnej w Katedrze Prawa Medycznego, Organizacji i Zarządzania w Opiece Zdrowotnej na Wydziale Nauk o Zdrowiu Uniwersytetu Medycznego im. Karola Marcinkowskiego w Poznaniu.
Członek Stowarzyszenia Wielkopolskich Pozytywistów, Towarzystwa Opieki Paliatywnej i Hospicyjnej, Towarzystwa Chirurgów Polskich oraz Polskiego Towarzystwa Nauk o Zdrowiu. 
Odznaczony Srebrnym (2001) i Złotym (2010) Krzyżem Zasługi.
Żonaty z Wandą, ma synów Marcina i Wojciecha.